# Choggyur Lingpa
Choggyur Lingpa (1829 - 1870) was een Tibetaans geestelijke. Hij geldt als een van de belangrijkste tertöns uit de geschiedenis van Tibet.
Hij was tijdgenoot van Jamyang Khyentse Wangpo en Jamgon Kongtrül Lodrö Thaye met wie hij de oecumenische Rimé-beweging oprichtte.
Zijn terma's (Rinchen Terzö) worden zowel in de kagyü- als de nyingmaschool van het Tibetaans boeddhisme beoefend.